# Vadim Efremovich
Vadim Arsen'evič Efremovič (em russo:  Вадим Арсеньевич Ефремович 16 de outubro de 1903 — 1 de maio de 1989) foi um matemático soviético.